# Yasushi Nagao
Yasushi Nagao (jap. 長尾 靖 Nagao Yasushi; ur. 20 maja 1930, zm. 2 maja 2009 w Minamiizu) – japoński fotograf.

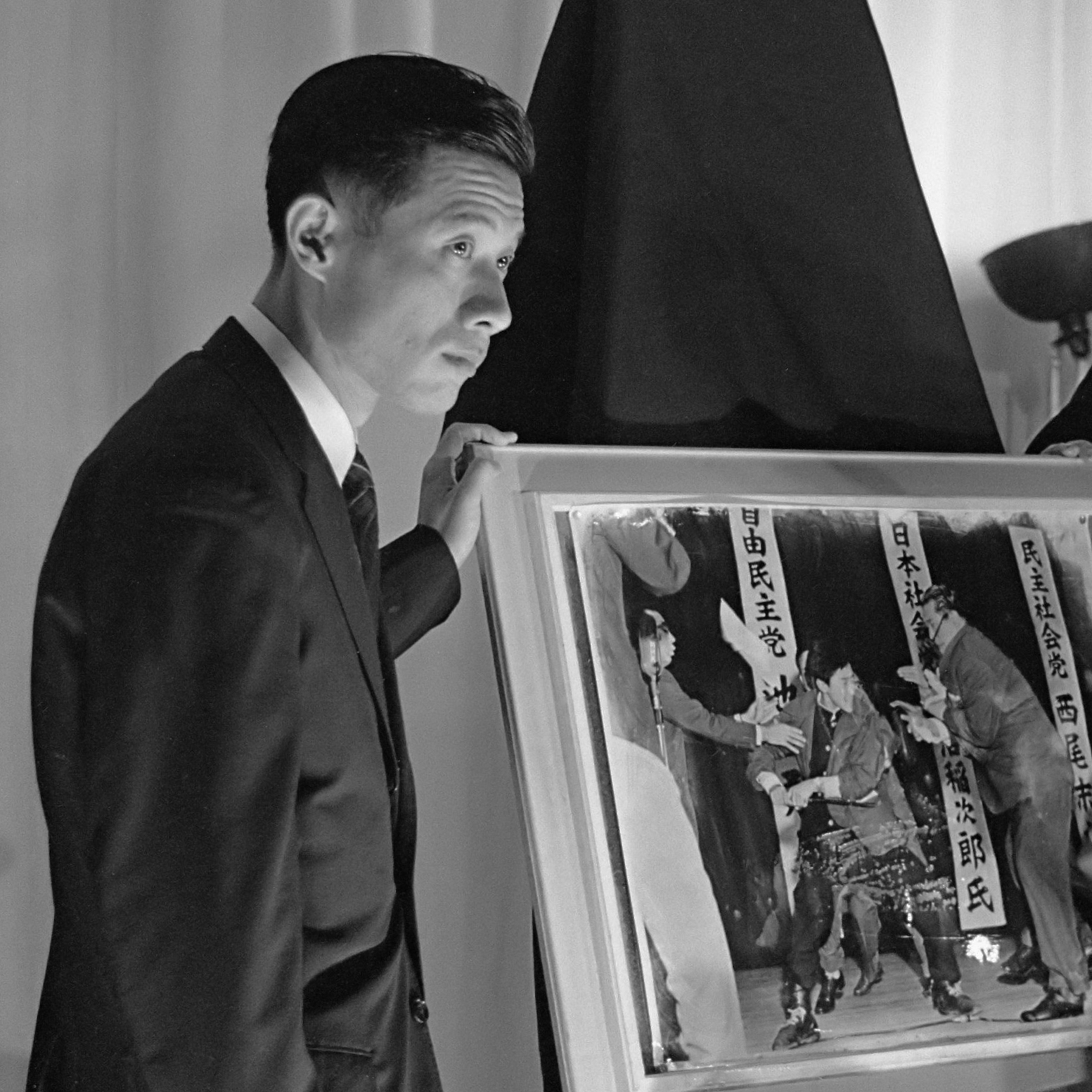
Yasushi Nagao

Jest najbardziej znany ze zdjęcia, które wykonał w dniu 12 października 1960 roku w budynku Hibiya Public Hall. Dzięki fotografii, która przedstawia zabójstwo polityka Inejirō Asanumy przez Otoyę Yamaguchi, wygrał w tym samym roku World Press Photo i zdobył w 1961 roku Nagrodę Pulitzera.
Od 1962 roku, po zakończeniu pracy w dzienniku Mainichi Shimbun, pracował jako niezależny dziennikarz. 
W 2009 roku policja odnalazła jego ciało w łazience, w apartamencie pewnego budynku. Uważa się, że zmarł śmiercią naturalną.